# زهرة السلحفاة
زهرة السُّلْحُفَاة  أو خليون (الاسم العلمي: Chelone)، جنس نباتات عشبية معمرة تتكون من أربع أنواع أعطانها الأصلية شرق أمريكا الشمالية. تنتمي إلى فصيلة الحملية.

## الأنواع
من أنواعه:
- زهرة السلحفاة المرطاء
- زهرة السلحفاة العوجاء